# オフィスカレント
オフィスカレント（英文社名；OFFICE CURRENT）は、東京都中野区に本社を置く日本の芸能プロダクション。

## 概要
代表者の広瀬和久は、広瀬裕の芸名で俳優、声優として活動していた。前所在地は、東京都中野区新井2-1-20-803。

## 所属タレント
- 佐原麻衣子

## かつて所属していたタレント
- 愛沢りん（別名：森愛）
- 尾井治安（別名：酒井光治）
- 奥村友美
- 小川絵理奈
- 河愛久美
- 岸川佳世
- 岸川知可
- 木下鈴奈 (賢プロダクション→ベルプロダクション)
- 具志堅温子
- 小原かおり
- 小日向美羽
- 斎藤朱莉
- 田嶋紗羅
- 野口美也
- 原なつみ
- 広丘みなみ
- 水谷春香
- 本橋優華